# Træbregne
Træbregne (Cyathea) er en slægt af bregner, som er udbredt med 241 for det meste tropiske arter, (116 i Sydamerika og 150 i Sydasien, Oceanien og Australien), men visse arter er tilpasset forholdene i tempererede regnskove. Det er træagtige planter med en palmeagtig vækstform. De har som regel en enkelt stamme, men enkelte arter har forgrenede eller krybende stammer. Flere af arterne danner en filtret masse af rødder nær stammebasis. Her omtales kun de arter, som (af og til) kan ses i botaniske haver.
| Arter |

- Norfolktræbregne (Cyathea brownii)
- Australsk træbregne (Cyathea cooperi)
- Sølvtræbregne (Cyathea dealbata), som er vist i New Zealands nationalvåben.
- New Zealand-træbregne (Cyathea medullaris)